# Agriculture en Guinée

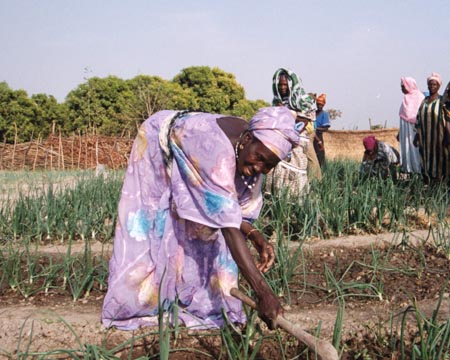
Un champ d'oignons dans la préfecture de Dinguiraye.

En Guinée, pays d'Afrique de l'Ouest, l'agriculture représente 24 % du PIB à la fin des années 2010 et emploie alors 84 % de la population active alors que seulement 2,6 % des terres arables sont cultivées.

## Cultures
En 1999, les principales cultures vivrières étaient le manioc, 812 000 tonnes ; riz, 750 000 tonnes ; patates douces, 135 000 tonnes ; ignames, 89 000 tonnes ; et maïs, 89 000 tonnes. L'économie de la Guinée dépend également des cultures de rente telles que la canne à sucre, les agrumes, les bananes, les ananas, les arachides, les palmistes, le café et les noix de coco. En 1999, on estime que 429 000 tonnes de plantains, 220 000 tonnes de canne à sucre, 215 000 tonnes d'agrumes, 150 000 tonnes de bananes, 174 000 tonnes d'arachides, 52 000 tonnes de palmistes et 18 000 tonnes de noix de coco ont été produites.

### Café
La production de café en Guinée a fluctué au fil du temps en raison de la contrebande illégale de café qui affectait l'industrie avant les réformes du pays au début des années 1980. En 1999, la production de grains de café était estimée à 21 000 tonnes, contre 14 000 tonnes en moyenne annuelle de 1979 à 1981.

## Histoire agricole
Les tentatives de fixation des prix ont affecté l'agriculture guinéenne dans les années 1970 et 1980, depuis l'indépendance. Les Français ont réduit leur influence dans les plantations et la suppression des droits de douane français a affecté la production dans les années 1970, à une époque où sévissait la sécheresse. Au cours des années 1970 et au début des années 1980, la production alimentaire a diminué et les exportations agricoles ont considérablement chuté. En 1984, année où la sécheresse a gravement touché la Guinée, 186 000 tonnes de céréales ont dû être importées pour éviter la famine.
Depuis 1985, les politiques de libre marché préconisent la décentralisation des plantations et des produits agricoles appartenant à l’État vers de petits exploitants privés localisés. À la fin des années 1990, il y en avait jusqu'à 500 000 en Guinée, dont le rendement agricole aurait été deux fois supérieur à celui de l'agriculture d'État dans les années 1970, même sans aide financière.

## Diversité Agricole en Guinée
Le secteur agricole en Guinée présente une diversité agro-écologique favorisant le développement de systèmes de productions diversifiés. Le pays est réparti en quatre zones naturelles, chacune présentant un potentiel agro-écologique différent.
La superficie totale cultivée en Guinée pour les principales cultures vivrières s’est établie lors de la campagne agricole 2014-2015 à 3 591 141 ha contre seulement 1 339 846 ha en 2000-2001 lors du dernier recensement national de l’agriculture.

### En Guinée Maritime
La région qui regroupe le maximum de cultures d’exportation. La filière ananas y est en pleine réhabilitation. La production des mangues, des avocats et des bananes progresse régulièrement. Au début des années 1960, la production bananière y avait atteint le chiffre record de 100 000 tonnes.

### Moyenne Guinée
La région de l’élevage par excellence, le Fouta Djalon de par son climat, est la région des produits maraîchers : tomates, oignons, aubergines, etc. Depuis 12 ans, la culture de la pomme de terre y connaît un grand essor non seulement pour la consommation locale, mais aussi l’exportation.

### En Haute Guinée
Pays de savane, favorise la culture du coton. Son extension progressive permet aujourd’hui de produire plus de 30 000 tonnes par an. Actuellement, la filière est en cours de restructuration. La région dispose également d’immenses étendues de plaine rizicole le long du fleuve Niger l’un des plus importants d’Afrique.

### En Guinée Forestière
La promotion agricole porte sur les cultures de café, d’hévéa et de palmier à huile. Environ 200 000 ha sont cultivés. La production de café est passée de 1 000 tonnes en 1984 à 20 000 tonnes actuellement . La SOGUIPAH, un des acteurs majeurs dans la région, dispose de plus de 10 000 hectares pour l’ensemble des deux cultures en plus de projets de riz pisciculture qu’elle développe dans la région.

## Le travail des enfants
En 2013, le ministère américain du Travail estimait à 76,2 % le pourcentage d'enfants âgés de 5 à 14 ans qui travaillent dans le secteur agricole. Le rapport du département sur les pires formes de travail des enfants inclut, entre autres activités, la production de noix de cajou, de cacao et de café. En décembre 2014, la liste des biens produits par le travail des enfants ou le travail forcé du ministère incluait la Guinée parmi 74 autres pays où des cas de travail des enfants ont été observés. Dans le rapport, 5 biens sont répertoriés sous la Guinée ; les noix de cajou, le cacao et le café constituent les principaux produits agricoles attribués au pays.

## Voir également
- Économie de la Guinée